# Petrisat
Petrisat (Hongaars: Magyarpéterfalva) is een dorp in de gemeente Blaj.
In 2002 had het dorp 594 inwoners waarvan de Hongaren met 576 personen de meerderheid vormden.
Petrisat maakt onderdeel uit van de etnisch Hongaarse streek Küküllőszög.